# Horst Aspöck

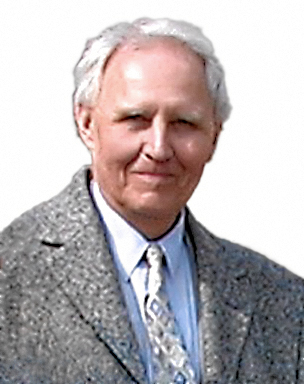
Horst Aspöck 2003

Horst Aspöck (* 21. Juli 1939 in Budweis) ist ein österreichischer Parasitologe und Entomologe.

## Leben
Horst Aspöck wurde im damaligen Protektorat Böhmen und Mähren geboren. Nach Kriegsende übersiedelte die Familie nach Linz, wo Horst Aspöck seine Schulzeit verbrachte und 1957 die Matura ablegte. Schon seit seinem 13. Lebensjahr war Aspöck Mitglied der Entomologischen Arbeitsgemeinschaft am Oberösterreichischen Landesmuseum und beschäftigte sich, unter anderen von Ernst Reichl beeinflusst, zunächst mit Schmetterlingen.
Aspöck studierte Biologie an der Universität Innsbruck mit dem Hauptfach Zoologie und dem Nebenfach Botanik. Seine akademischen Lehrer waren der Limnologe und Phylogenetiker Otto Steinböck (1893–1969), der Ökologe und Entomologe Heinz Janetschek (1913–1997) sowie die Botaniker Arthur Pisek (1893–1975) und Helmut Gams. Aspöck promovierte 1962 am Zoologischen Institut der Universität Innsbruck bei dem Ökotoxikologen Hannes an der Lan (1909–1982).
Danach ging Aspöck an die Universität Wien, baute im dortigen Hygiene-Institut seit 1966 die Abteilung für Medizinische Parasitologie auf, habilitierte sich 1970 und wurde zum 1. Jänner 2000 als Professor für Medizinische Parasitologie berufen. Im September 2004 wurde er emeritiert.
Horst Aspöck heiratete im Jahre 1963 seine Studienkollegin Ulrike Pirklbauer. Ihr einziger Sohn Christoph Christoph (1965–2022) war Mediziner und leitete das Institut für Hygiene und Mikrobiologie am Universitätsklinikum St. Pölten bis zu seinem Tod durch ein Burkitt-Lymphom.
Horst Aspöck ist Mitglied zahlreicher wissenschaftlicher Gesellschaften. Im Jahre 1975 begann er zusammen mit Hans Malicky, die Österreichische Entomologische Gesellschaft zu gründen, deren Präsident er von 1990 bis 1993 war. Die Deutsche Akademie der Naturforscher Leopoldina wählte Horst Aspöck im Jahre 2000 zu ihrem Mitglied.
Neben seinen Arbeiten zur Parasitologie ist Horst Aspöck weltweit bekannt für seine Arbeiten zur Entomologie, die er hauptsächlich zusammen mit seiner Ehefrau Ulrike veröffentlicht. Hierzu zählen Arbeiten zur Taxonomie und Biologie von Netzflüglerartigen (Neuropteroida), insbesondere Kamelhalsfliegen (Raphidioptera) und Großflüglern (Megaloptera), sowie Arbeiten zur Tiergeographie und zur Geschichte der Entomologie. 1995 erhielten Ulrike und Horst Aspöck für ihre entomologischen Arbeiten die Meigen-Medaille der Deutschen Gesellschaft für allgemeine und angewandte Entomologie. Die Österreichische Entomologische Gesellschaft ehrte Horst und Ulrike Aspöck, deren Forschungspartner Herbert Hölzel sowie Hubert Rausch 2000 mit der Verleihung der Ignaz-Schiffmüller-Medaille.

## Werke (Auswahl)
- Horst Aspöck, Ulrike Aspöck, Herbert Hölzel: Die Neuropteren Europas: eine zusammenfassende Darstellung der Systematik, Ökologie und Chorologie der Neuropteroidea (Megaloptera, Raphidioptera, Planipennia) Europas. Goecke und Evers, Krefeld 1980, ISBN 3-87263-028-8.
- Horst Aspöck, Ulrike Aspöck: Neuropterida (Neuropteroidea, Neuroptera sensu lato), Ordnungen 2830. In: Holger Heinrich Dathe (Hrsg.): 5. Teil: Insecta. In: Lehrbuch der Speziellen Zoologie (begründet von Alfred Kaestner). Zweite Auflage. Band I: Wirbellose Tiere. Spektrum Akademischer Verlag, Heidelberg 2003, ISBN 978-3-8274-0930-0, S. 540–884 und 887–892.
- Theodor Hiepe (Hrsg.), Horst Aspöck: Allgemeine Parasitologie. Parey, Stuttgart 2006, ISBN 978-3-8304-4101-4.